# 陳模 (光緒進士)
陳模（?—?），浙江省紹興府諸暨縣人，清朝政治人物、同進士出身。
光緒二十一年（1895年），参加光緒乙未科殿試，登進士三甲177名。同年五月，著交吏部掣签分发各省，以知县即用。